# Campodea melici
Campodea melici es una especie de hexápodo dipluro cavernícola de la familia Campodeidae. Es endémica de la parte aragonesa del sistema ibérico (España).